# Мешно (Любартівський повіт)
Мешно (пол. Meszno) — село в Польщі, у гміні Міхів Любартівського повіту Люблінського воєводства.
Населення — 180 осіб (2011).
У 1975-1998 роках село належало до Люблінського воєводства.

## Демографія
Демографічна структура станом на 31 березня 2011 року:
|          | Загалом | Допрацездатний вік | Працездатний вік | Постпрацездатний вік |
| -------- | ------- | ------------------ | ---------------- | -------------------- |
| Чоловіки | 93      | 23                 | 55               | 15                   |
| Жінки    | 87      | 17                 | 43               | 27                   |
| Разом    | 180     | 40                 | 98               | 42                   |